# جنگروی
جنگروی نام یکی از ایلات لر کوچک از است که حکومت اتابکان لر کوچک را بنیان نهادند. این ایل در منطقه پهله حضور داشته و شامل گروهی از لرها بوده است.

## طایفه‌های ایل جنگروی
ایل تاریخی جنگروی امروزه به شعبه‌های گوناگونی تقسیم‌بندی شده که شامل طوایف زیر هستند:
- طایفه سلبوری[۴]
- طایفه طولابی [۵][۶][۷]
- طایفه غضنفری[۸]
- ایل دیرکوند[۹][۱۰][۱۱]
- طایفه  زهراکار[۱۲]
- طایفه  میر (اصلی)

## اتابکان لر کوچک
در سال ۵۵۰ هجری قمری حسام الدین شوهلی از سوی سلجوقیان به فرمانروایی لرستان و قسمتی از خوزستان گماشته شد. پسران خورشید ی از اعضای طایفه جنگروی که محمد و کرامت نام داشتند، به او پیوستند. شجاع الدین خورشید، نواده محمد، نیز به حسام الدین خدمت می‌کرد و شحنه گی برخی از ولایات لر کوچک را به عهده داشت. بعد از مرگ حسام الدین شوهلی، شجاع الدین خورشید با استقلال به حکومت پرداخت. او به تدریج تمام لر کوچک را به تصرف درآورد و حکومتی ایجاد کرد که بیش از ۴ قرن حکمرانی کرد. حکومت اتابکان لر کوچک طولانی‌ترین حکومت ایرانی بعد از اسلام است. آخرین فرمانروای لر کوچک شاه وردی خان بود که به دست شاه عباس اول کشته شد و حکومت اتابکان لر کوچک به پایان رسید. میرنوروز پسر شاهوردی خان می باشد. مقبره شجاع الدین خورشید امروزه زیارتگاه مردم لر تبدیل شده‌ است.

## جستارهایوابسته
- اتابکان لر کوچک
- شجاع الدین خورشید
- طولابی
- تاریخ لرستان
- زهراکار (طایفه)
- دیرکوند
- لرها
- لر کوچک
- میر